# Eckard Afheldt
Eckard Afheldt (15 de agosto de 1921 - 3 de dezembro de 1999) foi um oficial alemão que serviu no Deutsches Heer durante a Segunda Guerra Mundial. Foi condecorado com a Cruz de Cavaleiro da Cruz de Ferro.